# Обшивка летательного аппарата
Обши́вка — оболочка, образующая внешнюю поверхность корпуса и оперения летательного аппарата, служит для придания обтекаемой формы. От качества поверхности обшивки в определенной степени зависят аэродинамические характеристики планера самолёта.
Обшивка современных летательных аппаратов изготовляется из отдельных листов или панелей из алюминиевых сплавов (а также нержавеющей стали и титана), отформованных по поверхности фюзеляжа или крыльев. Несъёмные листы или панели крепятся к каркасу чаще всего потайной клёпкой, съёмные — винтами с головкой «впотай». Соединение листов обшивки производится встык. Возможно, особенно для обшивочных фюзеляжей, применение крупномонолитных оребрённых панелей и слоистой обшивки с лёгким, обычно сотовым, заполнителем. Радиопрозрачные элементы обшивки (обтекатели антенн) выполняются из монолитного или сотового композиционных материалов. В последнее время композиты используются также и в качестве силовых узлов и панелей обшивки.
В зависимости от материала, используемого для строительства летательного аппарата, обшивка может быть:
- деревянная (фанера или шпон);
- металлическая: алюминиевые сплавы, сталь, титан
- композиционные материалы;
- полотняная (перкальная);
- ламинированная плёнка.

## История
Обшивка крыла первых летательных аппаратов выполнялась из полотна, пропитанного лаком (отсюда возникло само название), фюзеляжи часто обшивки не имели. В дальнейшем обшивку стали делать из древесины — шпона и фанеры, также пропитанной лаком. С развитием технологии, стали применять обшивку из алюминия, гофрированного и гладкого. В настоящее время применяется только гладкая металлическая обшивка. Полотняная обшивка осталась только на лёгких летательных аппаратах и то, как правило, очень ограниченно. В последнее время её заменяют полимерными плёнками.

## Силовые виды обшивок
В авиации различают два типа обшивки — жёсткая «работающая» (несущая) и мягкая «неработающая».
В современном самолётостроении преимущественное распространение получила жёсткая металлическая обшивка, как наиболее полно удовлетворяющая требованиям аэродинамики, прочности, жёсткости и массы. Она воспринимает одновременно внешние аэродинамические нагрузки, нагрузки в виде изгибающих и крутящих моментов, а также перерезывающих сил, действующих на каркас летательного аппарата. Материалами для изготовления работающей обшивки являются: алюминиевые, титановые и стальные сплавы, композиционные материалы, авиационная фанера. Сталь и титан используют в конструкциях сверхзвуковых самолётов.
«Мягкая» несиловая обшивка в силовую схему не включается, аэродинамическая нагрузка с обшивки передается сразу на каркас, например крыла. Материалом для изготовления такой обшивки служит полотно (перкаль).

## Обшивка крыла

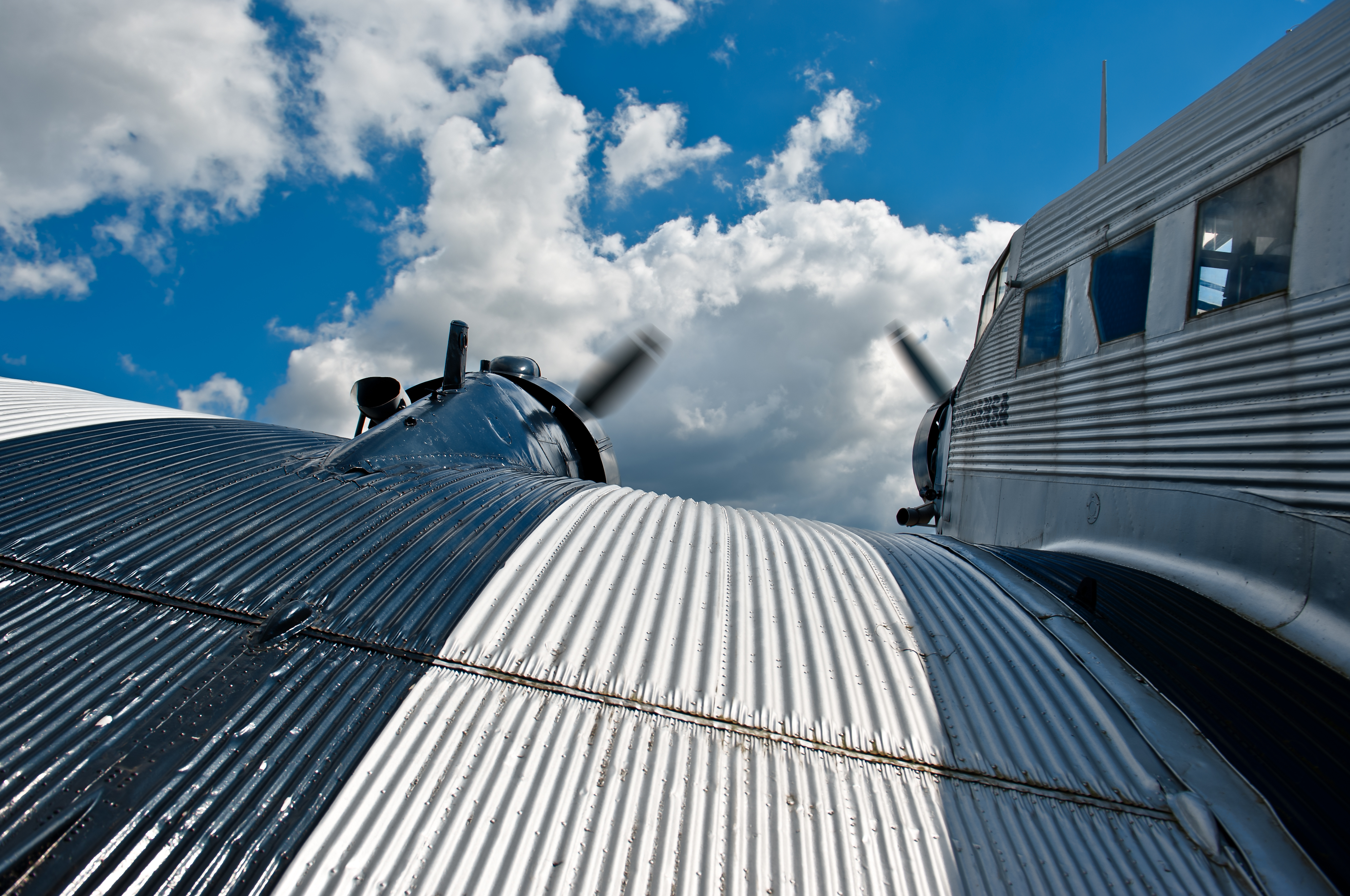
Частично несущая гофрированная дюралюминиевая обшивка Юнкерса-52

Обшивка крыла и оперения в зависимости от типа конструкции может быть тонкой, подкреплённой стрингерным набором, или толстой, выполненной из монолитной прессованной либо фрезерованной панели, или трёхслойной. Межобшивочное пространство при этом заполняется специальным заполнителем (сотами из фольги, пенопластом, специальным гофром и т. д.). Обшивка крыла должна быть жёсткой и сохранять заданную форму. Образование складок на обшивке ведёт к значительному увеличению аэродинамического сопротивления.
Под действием изгибающего момента верхняя обшивка крыла нагружена циклическими сжимающими усилиями, а нижняя — растягивающими. Поэтому для верхних сжатых панелей обычно используются высокопрочные материалы, хорошо работающие на сжатие. Для нижней растянутой обшивки используют материалы, имеющие высокие усталостные характеристики. Для сверхзвуковых самолётов материал обшивки выбирается также с учётом нагревания в полёте — теплостойкие алюминиевые сплавы, титан или сталь или обычные алюминиевые сплавы.
Для повышения живучести и прочности обшивки по длине крыла стремятся максимально сократить число стыков, имеющих значительно меньший ресурс в сравнении с основным полотном обшивки. Масса обшивки крыла составляет около 25—50 % его общей массы.

## Обшивка фюзеляжа

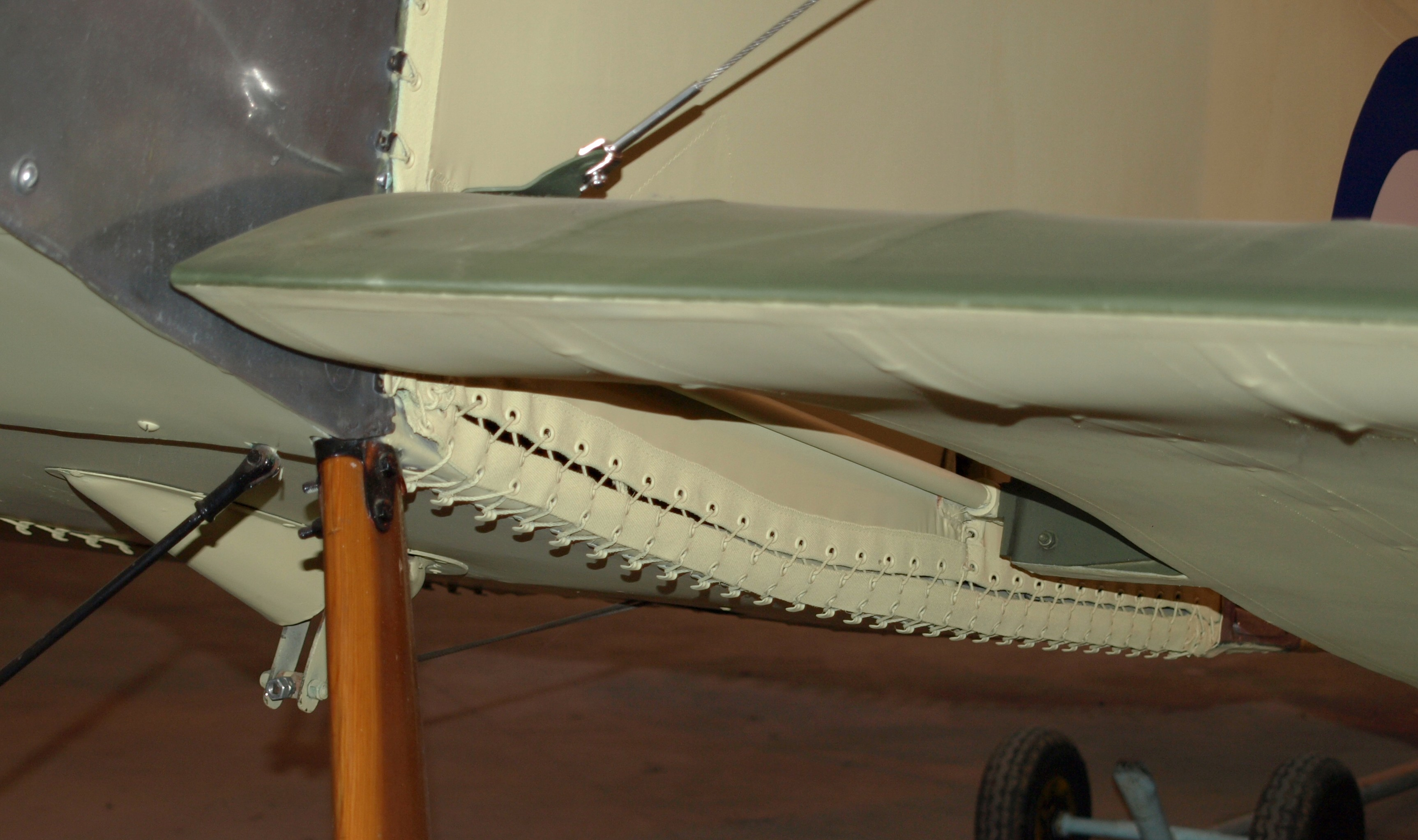
Полотняная обшивка биплана Sopwith Pup

Выбирается в зависимости от действующей нагрузки. Верхняя зона обшивки воспринимает растягивающие усилия всей площадью обшивки и стрингеров, а нижняя зона — сжимающие нагрузки только частью обшивки, присоединённой к стрингерам. В герметичном фюзеляже толщина обшивки выбирается с учётом внутреннего избыточного давления. Для повышения живучести конструкции фюзеляжа на обшивке часто применяются ленты-стопперы, для остановки распространения трещин.

### Соединение элементов каркаса и обшивки

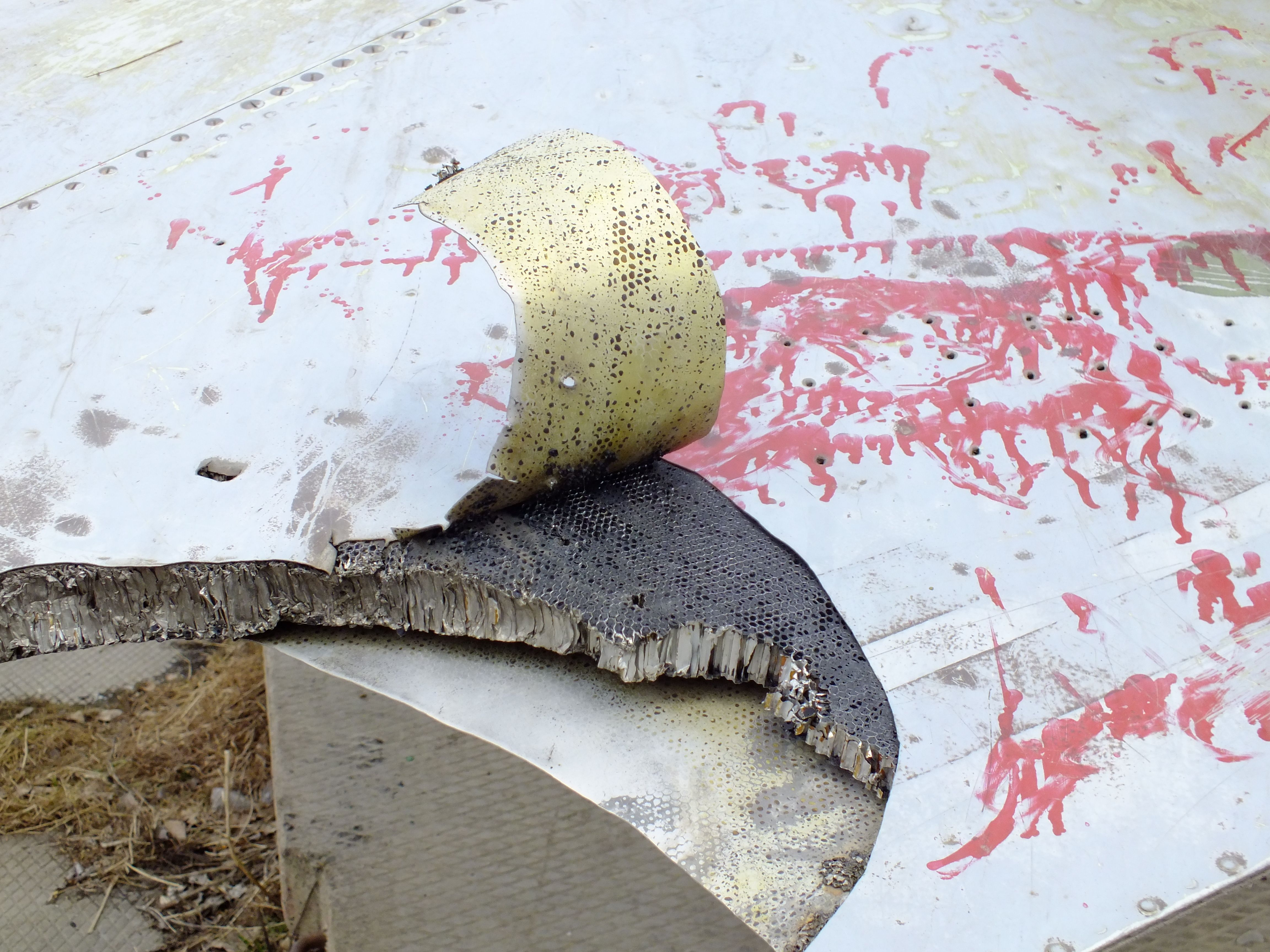
Сотовая обшивка, самолёт МиГ-23

Возможно три способа соединения обшивки с каркасом:
- обшивка крепится только к стрингерам,
- обшивка крепится и к стрингерам, и к шпангоутам,
- обшивка крепится только к шпангоутам.

В первом случае образуются только продольные заклёпочные швы, а поперечные швы отсутствуют, что улучшает аэродинамику фюзеляжа. Незакреплённая на шпангоутах обшивка теряет устойчивость при меньших нагрузках, что приводит к увеличению массы конструкции. Чтобы избежать этого часто обшивку связывают со шпангоутом дополнительной накладкой — компенсатором. Третий способ крепления используется только в обшивочных (бесстрингерных) фюзеляжах.
Сотовидная обшивка крепится к шпангоутам. Она состоит из двух металлических панелей и сердцевины. Сотовая конструкция — шестиугольного вида материал, сделанный из метала. В сердцевине находится клей, что позволяет не использовать заклёпки. Такая конструкция имеет высокое сопротивление деформации и способна передавать напряжение по всей своей поверхности.